# José Alerany y Nebot
José Alerany y Nebot (Tivisa, 26 de febrero de 1821-Madrid, 15 de octubre de 1884) fue un catedrático, farmacéutico y político español.

## Biografía
Natural de Tivisa, fue nombrado regente de Botánica de la Universidad de Barcelona en 1847 y, cuatro años más tarde, se encargó de la cátedra de Fisiología Vegetal con aplicación a la agricultura, establecida por la Real Academia de Ciencias Naturales y Artes, de la que era socio de número.
En 1853 fue nombrado, en virtud de oposiciones, catedrático de Farmacia Química-Inorgánica de la Universidad de Barcelona y, seis años más tarde, fue trasladado a la Universidad Central para desempeñar la asignatura de Historia Crítica Literaria de Farmacia.
Fue elegido diputado a Cortes por el distrito de Falset en las elecciones generales celebradas el 25 de marzo de 1857. Dirigió también el periódico La Regeneración.
Falleció en Madrid en 1884.